# Кондровка (Мордовия)
Кондровка — село, центр сельской администрации в Темниковском районе. Население 207 чел. (2001), в основном русские.
Расположено на левом берегу Мокши, в 9 км от районного центра и 73 км от железнодорожной станции Торбеево. В актовых документах упоминается с 1405 г. Название-антропоним: от фамилии служилых людей Кондровых (Кондыревых). По «Списку населённых мест Тамбовской губернии» (1866) Кондровка (Богородское) — село владельческое из 32 дворов (308 чел.) Темниковского уезда. В «Списке населённых мест Средне-Волжского края» (1931) в селе было 154 двора (869 чел.). В 1998 г. на базе колхоза «Память Ленина» создан СХПК «Кондровский». В современной Кондровке — основная школа, Дом культуры, библиотека, отделение связи, медпункт, магазин; действует Иерусалимская церковь. В Кондровскую сельскую администрацию входят д. Алкаево (61 чел.; родина участника Русско-японской войны С. С. Ющина) и Песочное Канаково (144).

## Источник
- Энциклопедия Мордовия, А. Н. Камдин.